# Клюшкіна Лариса Геннадіївна
Лариса Геннадіївна Клю́шкіна (нар. 26 червня 1963, Бар) — українська художниця і педагог; член Київської організації Національної спілки художників України з 2005 року.

## Біографія
Народилася 26 червня 1963 року в місті Барі Вінницької області (нині Україна). Закінчила факультет художньої кераміки та дизайну Єнакієвського художнього технікуму; у 1993 році — факультет мистецтвознавства Української академії мистецтв.
Після здобуття фахової освіти викладала живопис у Барському педагогічному коледжі; з 1998 року на творчій роботі. Мешкає у Києві в будинку на вулиці Братства тарасівців, № 9.

## Творчість
Працює у галузі станкового живопису, у стилі неореалізму, неоекспресіонізму створює пейзажі та натюрморти. Серед робіт:
- «Французький сніданок» (2000);
- «Квіти на вітражі» (2000);
- «Весна» (2000);
- «Бузковий ранок» (2001);
- «Червоний чайник» (2003);
- «Вона» (2003);
- «Натюрморт з динею» (2003);
- «Натюрморт з волошками» (2003);
- «Ранок» (2003);
- «На балконі» (2003);
- «Вишневий натюрморт» (2003);
- «Прогулянка в старому місті» (2004);
- «Літнє кафе» (2004);
- «Оранжерея» (2004);
- «Віденський вальс» (2004);
- «Південь» (2004);
- «Синій натюрморт» (2005);
- «Вона» (2005);
- «Нічний причал» (2005);
- «Березень» (2006);
- «Rеlах» (2009);

серії
- «Балет» (2008—2009);
- «Уявлення про ідеальне» (2008—2010);
- «Супермаркет» (2010).

Бере участь у всеукраїнських мистецьких виставках з 1992 року. Персональні виставки відбулися у Барі у 2001 році, Києві у 2002—2010 роках, Берліні у 2003—2010 роках, Парижі у 2007—2010 роках, Цюриху у 2009 році.
Роботи зберігаються у колекції Міністерства культури та інформаційної політики України, у Київському музеї сучасного мистецтва, у галереях та приватних колекціях України, Німеччини, Польщі, Ірландії, США, Мексики.